# 两个毫不动摇
两个毫不动摇，在2002年中国共产党十六大报告中提出，指“毫不动摇地巩固和发展公有制经济”，“毫不动摇地鼓励、支持和引导非公有制经济发展”。

## 历史
1997年，中共十五大提出，公有制为主体、多种所有制经济共同发展，是社会主义初级阶段的一项基本经济制度。
2002年，中共十六大报告第一次提出必须坚持“两个毫不动摇”。
2013年，中共十八届三中全会决议指出，要继续坚持“两个毫不动摇”。 进一步提出“两个都是”，即公有制经济和非公有制经济都是社会主义市场经济的重要组成部分，都是我国经济社会发展的重要基础。
2022年，中共二十大报告提出，“要构建高水平社会主义市场经济体制，坚持和完善社会主义基本经济制度，毫不动摇巩固和发展公有制经济，毫不动摇鼓励、支持、引导非公有制经济发展，充分发挥市场在资源配置中的决定性作用，更好发挥政府作用。”